# 明安旗
明安旗是民国时期之一旗，原屬八旗察哈爾明安牧群，在今內蒙古自治區中南部镶黄旗、正藍旗一帶地方。

## 歷史[1]
清順治年間，察哈爾牧地牲畜大量增加，於是編設馬、牛、羊、駝群。康熙年，察哈爾被廢止札薩克旗制，降為總管旗制，移牧於宣化、大同邊外後，將順治年間編設的馬、牛、羊、駝群擴大為4個大型牧場。即：商都牧群（初稱大馬群），明安牧群（初稱牛羊群），太僕寺左翼牧群和太僕寺右翼牧群。商都牧群下轄5群，有駱駝群、左翼騍馬群、右翼騍馬群、左翼騸馬群、右翼騸馬群；明安牧群下轄6群，有鑲黃牛群、鑲黃羊群、正黃牛群、正黃羊群、正白牛群、正白羊群；太僕寺左翼牧群下轄5群，分別為鑲黃、正白、鑲白、正藍旗牧群和騸馬群；太僕寺右翼牧群下轄5群，分別為正黃、正紅、鑲紅、鑲藍旗牧群和騸馬群。馬群的任務是牧放繁殖軍馬和馱載武器用具的駱駝。牛羊群的任務是牧放養殖朝廷承包給的牛羊。察哈爾四牧群最高長官亦稱總管。
1914年，中華民國政府把明安牧群改建為土牧場，把商都牧群劃歸陸軍部。1928年，察哈爾特別區改察哈爾省後，張家口都統府把各牧群改為省立模範牧場。商都牧群為第一模範牧場，明安牧群為第二模範牧場，太僕寺左翼牧群為第三模範牧場，太僕寺右翼牧群為第四模範牧場。各牧場設場長，由原總管兼任。1932年，國民政府又把商都牧群劃歸中央軍政部。1935年，日本侵占察哈爾盟。同年，蒙古地方自治政務委員會改商都牧群為商都旗，改明安牧群為明安牧場。1937年，蒙古聯盟自治政府改明安牧場為明安旗，太僕寺左翼牧群為太僕寺左翼旗，太僕寺右翼牧群為太僕寺右翼旗。内蒙古自治政府成立后，1949年3月，中共察哈爾盟工作委員會把商都旗與鑲黃旗合併，成立商都鑲黃聯合旗；把明安旗與太僕寺右翼旗合併，成立明安太僕寺聯合旗，1956年併入正藍旗。1957年，太僕寺左翼旗與寶昌縣合併，成立太僕寺旗。